# 514 (tal)
514 är det naturliga heltal som följer 513 och följs av 515.

## Matematiska egenskaper
- 514 är ett jämnt tal.
- 514 är ett sammansatt tal.
- 514 är ett semiprimtal[1].
- 514 är ett defekt tal.
- 514 är ett centrerat triangeltal.
- 514 är ett palindromtal i det hexadecimala talsystemet.
- 514 är ett palindromtal i det kvarternära talsystemet.

## Inom vetenskapen
- 514 Armida, en asteroid.